# Kneazivka, Vîsokopillea
Kneazivka (în ucraineană Князівка) este un sat în așezarea urbană Vîsokopillea din regiunea Herson, Ucraina.

## Demografie
Componența lingvistică a localității Kneazivka
     Ucraineană (90,28%)
     Rusă (8,44%)
     Alte limbi (0,77%)
Conform recensământului din 2001, majoritatea populației localității Kneazivka era vorbitoare de ucraineană (90,28%), existând în minoritate și vorbitori de rusă (8,44%).